# Pål Trulsen
Pål Trulsen, född den 19 april 1962 i Drøbak, Norge, är en norsk curlingspelare.
Han tog OS-guld i herrarnas curlingturnering i samband med de olympiska curlingtävlingarna 2002 i Salt Lake City.